# Африканский национальный союз Танганьики

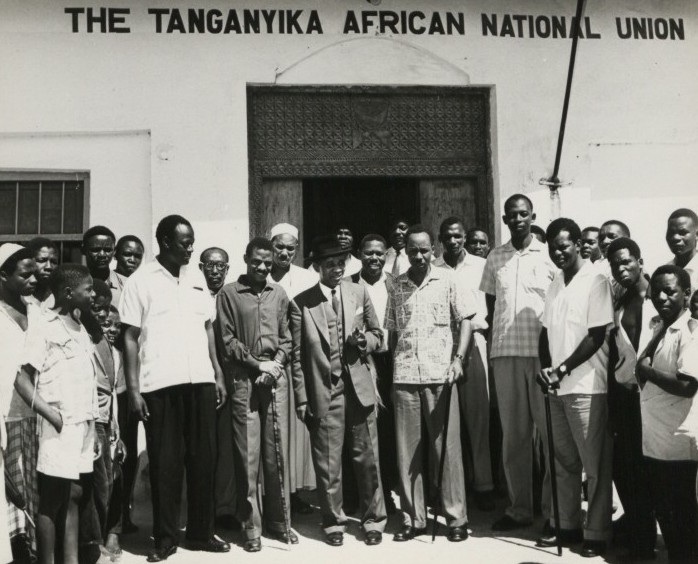
Джулиус Ньерере и премьер-министр Малави Хастингс Банда.

Национальный союз африканцев Танганьи́ки (Африканский национальный союз Танганьики, ТАНУ, англ. Tanganyika African National Union, TANU) — основная политическая партия, боровшаяся за суверенитет восточноафриканского государства Танганьика. Партия была сформирована на базе Ассоциации африканцев Танганьики будущим отцом-основателем Танзании Джулиусом Ньерере 7 июля 1954 года, когда он преподавал в колледже Святого Франциска. После объединения Танганьики с Занзибаром в 1964 году партия называлась Национальный союз африканцев Танзании (Танзанийский африканский национальный союз). В январе 1977 года TANU объединилась с правящей на Занзибаре партией Афро-Ширази, также занимавшей позиции африканского социализма, сформировав таким образом нынешнюю партию Чама Ча Мапиндузи.

## История
На момент образования ТАНУ в её рядах насчитывалось порядка 15 тысяч человек. Председателем партии был избран Джулиус Ньерере, который будет первым президентом Танзании с 1960-х по 1985 год, генеральным секретарём — Оскар Камбона. Партия была организована низовые, районные и областные ячейки, высшим органом выступал ежегодный национальный съезд. С 1956 года выходила партийная газета «Голос ТАНУ» (Sauti ya TANU на языке суахили). Устав партии, изначально провозгласивший основной целью освобождение Танганьики от колониального господства, также поднимал задачу «уничтожить все препятствия, мешающие единству африканцев». 
Следовательно TANU стремилась объединить все антиколониальные силы в национально-освободительной борьбе, ведущейся мирными средствами, такими как проведение собраний и митингов, выступления в печати, давление и обращения к колониальным властям, сбор подписей под петициями в Совет ООН по опеке (например, вскоре после основания по случаю прибытия в страну третьей миссии Совета ООН по опеке партия подготовила меморандум с требованием предоставления Танганьике внутреннего самоуправления и установления всеобщего равного избирательного права) и использование международных площадок (в 1955, 1956, 1957 годах Ньерере выступал перед Советом ООН по опеке в Нью-Йорке с докладами о положении в стране и политическими требованиями движения). 
Для этого были созданы секция старейшин, женская и молодёжная лиги; также коллективными членами ТАНУ стали Федерация труда Танганьики (ФТТ, созданная в 1955) и Кооперативный союз Танганьики (1961). В результате TANU была признана международным сообществом единственной общенациональной организацией народов Танганьики. Затем ТАНУ декларировала своими целями достижение экономической самодостаточности и искоренения коррупции и эксплуатации, а также построение социалистического государства, в котором основные средства производства находились бы под контролем крестьян и рабочих.
Выборы в Законодательный совет Танганьики в сентябре 1958 года принесли ТАНУ крупную победу: все кандидаты, выдвинутые или поддержанные партией, были избраны. На следующих выборах 1960 года члены TANU получили 70 депутатских мандатов из 71, в стране было установлено частичное внутреннее самоуправление, а Ньерере стал главным министром первого тангаиньикского правительства африканского большинства, а с 1 мая 1961 года — первым премьер-министром самоуправляемой Танганьики, который приведёт её 9 декабря 1961 года к независимости. 
В 1962 году Ньерере и TANU создали Министерство национальной культуры и молодежи. Ньерере считал, что создание министерства было необходимо для решения некоторых проблем и противоречий в построении национального государства и национальной культуры после 70 лет колониализма. Правительство Танзании стремилось создать инновационное общественное пространство, где народная культура страны могла бы развиваться и процветать. Включив в себя разнообразные традиции и обычаи всех народов Танзании, Ньерере надеялся укрепить чувство гордости, тем самым возродив национальную культуру. Стремлением предотвратить раздоры по этнополитической линии мотивировалось и установление в Танганьике однопартийной системы во главе с ТАНУ с 1963 года (в Объединённой Республике Танзания руководящая роль ТАНУ была закреплена поправками 1975 года к Конституции).
На национальной конференции в январе 1967 года был принят программный документ ТАНУ — Арушская декларация. В ней излагались принципы социализма, основанного на равенстве, политических свободах и экономической справедливости. Целью государственного вмешательства в экономику признавалось предотвращение эксплуатации человека человеком и накопления в частных руках богатств, несовместимых с построением бесклассового общества. В числе целей декларации заявлялись защита человеческого достоинства (в соответствии с Всеобщей декларацией прав человека); закрепление демократического социалистического характера правительства; искоренение бедности, невежества и болезней; борьба против колониализма, неоколониализма, империализма и всех форм дискриминации; поддержка коллективной собственности на средства производства; достижение мира во всём мире и др.
Арушская декларация провозглашала развитие страны по некапиталистическому пути через обобществление основных средств производства и передачу их самим рабочим и крестьянам. В частности, в Танзании была проведена национализация иностранных банков, промышленных и торговых предприятий, внешнеторговых организаций, сельскохозяйственных плантаций, принадлежащих иностранцам. В сельской местности осуществлялись аграрные преобразования путём кооперирования крестьянства с помощью создания «социалистических деревень» («виджидживья уджамаа») — товариществ по совместной обработке земли, где сохранялись традиционные «африканские» хозяйственные отношения. В деревнях был принят на вооружение принцип общинности, вследствие чего коллективными были все источники воды, магазины, школы, медицинские пункты.

## Результаты выборов

### Президентские
| Год  | Кандидат        | Количество голосов | %     | Результат |
| ---- | --------------- | ------------------ | ----- | --------- |
| 1962 | Джулиус Ньерере | 1,127,987          | 99.2% | Избран    |
| 1965 | Джулиус Ньерере | 2,520,904          | 96.5% | Избран    |
| 1970 | Джулиус Ньерере | 3,220,636          | 96.7% | Избран    |
| 1975 | Джулиус Ньерере | 4,172,267          | 93.3% | Избран    |

### Парламентские
| Год     | Лидер партии    | Количество голосов | %                     | Количество мест | +/–   | Позиция | Результат                    |
| ------- | --------------- | ------------------ | --------------------- | --------------- | ----- | ------- | ---------------------------- |
| 1958–59 | Джулиус Ньерере | 47,685             | 74.4%                 | 30 из 64        | ▲ 30  | ▲ 1     | Правительство большинства    |
| 1960    | Джулиус Ньерере | 100,581            | 82.8%                 | 70 из 71        | ▲ 40  | ▬ 1     | Правительство большинства    |
| 1965    | Джулиус Ньерере | 2,263,830          | 100% Совместно с ПАШ  | 188 из 188      | ▲ 118 | ▬ 1     | Единственная законная партия |
| 1970    | Джулиус Ньерере |                    | 66.6% Совместно с ПАШ | 106 из 106      | ▼ 82  | ▬ 1     | Единственная законная партия |
| 1975    | Джулиус Ньерере | 4,474,267          | 100% Совместно с ПАШ  | 223 из 223      | ▲ 117 | ▬ 1     | Единственная законная партия |